# Arheometrie
Arheometria (din limba greacă ἀρχαῖος arhaíos = vechi și μέτρον métron = măsură) este o știință interdisciplinară apărută la sfârșitul secolului 19 și devenită de sine stătătoare în jurul anului 1950, care poate fi definită ca aplicarea și folosirea științelor naturale (matematica, fizica, chimia, biologia, geologia) în studiile de arheologie și de istoria artei.

## Istoric
Arheometria a apărut urmare activităților desfășurate în laboratoare precum cele de la British Museum, Smithsonian Institute sau Muzeul Louvre, care au sprijinit dezvoltarea acestei noi științe, inclusiv prin conferințe internaționale și prin înființarea unor reviste ISI de profil - „Archaeometry” (1958), „Journal of Archaeological Science”.

## Metode
În acest moment, arheometria poate fi împărțită în cinci subgrupe care implică: (1) metode fizice de datare; (2) analize fizice și chimice ale probelor, precum cea a ADN-ului antic; (3) reconstituirea mediului înconjurător; (4) prospectări geofizice; (5) metode matematice de procesare a datelor arheologice, precum modelări matematice, analize statistice, analize de reconstituire de tip 3D etc.
Una dintre cele mai popularizate metode arheometrice este determinarea vârstei artefactelor conținând materii organice cu ajutorul Carbonului-14 radioactiv, metodă descoperită de Willard Libby, pentru care a primit Premiul Nobel pentru chimie (1960).
O altă metodă arheometrică este datarea prin termoluminiscență care se bazează pe faptul că aproape toate mineralele naturale (roci, materiale litice, ceramică) devin luminescente prin încălzire.
Analizele elementale, având ca scop determinarea elementelor chimice prezente într-un anumit obiect și proporția în care acestea se găsesc în respectivul obiect, reprezintă unele dintre cele mai des folosite metode de lucru. Inițial, în anii '60, singurele metode de determinare erau tehnicile analitice bazate pe fenomene chimice. Ulterior au fost dezvoltate numeroase alte tehnici, precum:
- Fluorescența de Raze X (XRF),
- diverse tipuri de microscopie electronică,
- spectrometrie de masă bazată pe diverse fenomene de absorbție sau emisie la nivel molecular, atomic și/sau nuclear,
- tehnici bazate pe folosirea ionilor accelerați, cunoscute sub denumirea consacrată de Ion Beam Analysis (IBA)[1]:
  - Emisia de Raze X Indusă de Particule Incărcate (PIXE),
  - Emisia de Raze Gama Indusă de Particule Incărcate (PIGE),
  - Retro-împrăștierea Rutherford (RBS).
- tehnici nedistructive neconvenționale bazate pe microfascicol[2]:
  - micro-PIXE[3] [4],
  - micro-Raman.
- tehnici nedistructive neconvenționale bazate pe radiație de sincrotron:
  - difracție de pulberi,
  - fluorescență de raze X indusă de radiație de sincrotron (SR-XRF).

Aceste tehnici pot fi aplicate pentru a studia obiecte arheologice de diverse naturi: picturi, ceramici, sticle, emailuri, obsidian, unelte din piatră, bronzuri, obiecte metalice din aur și argint.

## Obiective
Metodele arheometrice au implicații în ceea ce privește:
- Stabilirea tehnologiei și autentificare, presupunând identificarea de materiale și de tehnici de producție (investigarea și verificarea rețetelor de fabricație antice, autentificarea obiectelor de artă și arheologice în vederea identificării falsurilor).
- Stabilirea originii și provenienței, presupunând caracterizarea și localizarea surselor naturale de materii prime folosite pentru fabricarea diverselor artefacte (stabilirea surselor de obținere a materiilor prime, a drumuri și a legături comerciale în vechime).
- Stabilirea modului de degradare, coroziune, îmbătrânire.
- Identificarea modului adecvat de păstrare și conservare.

## Situația pe plan național

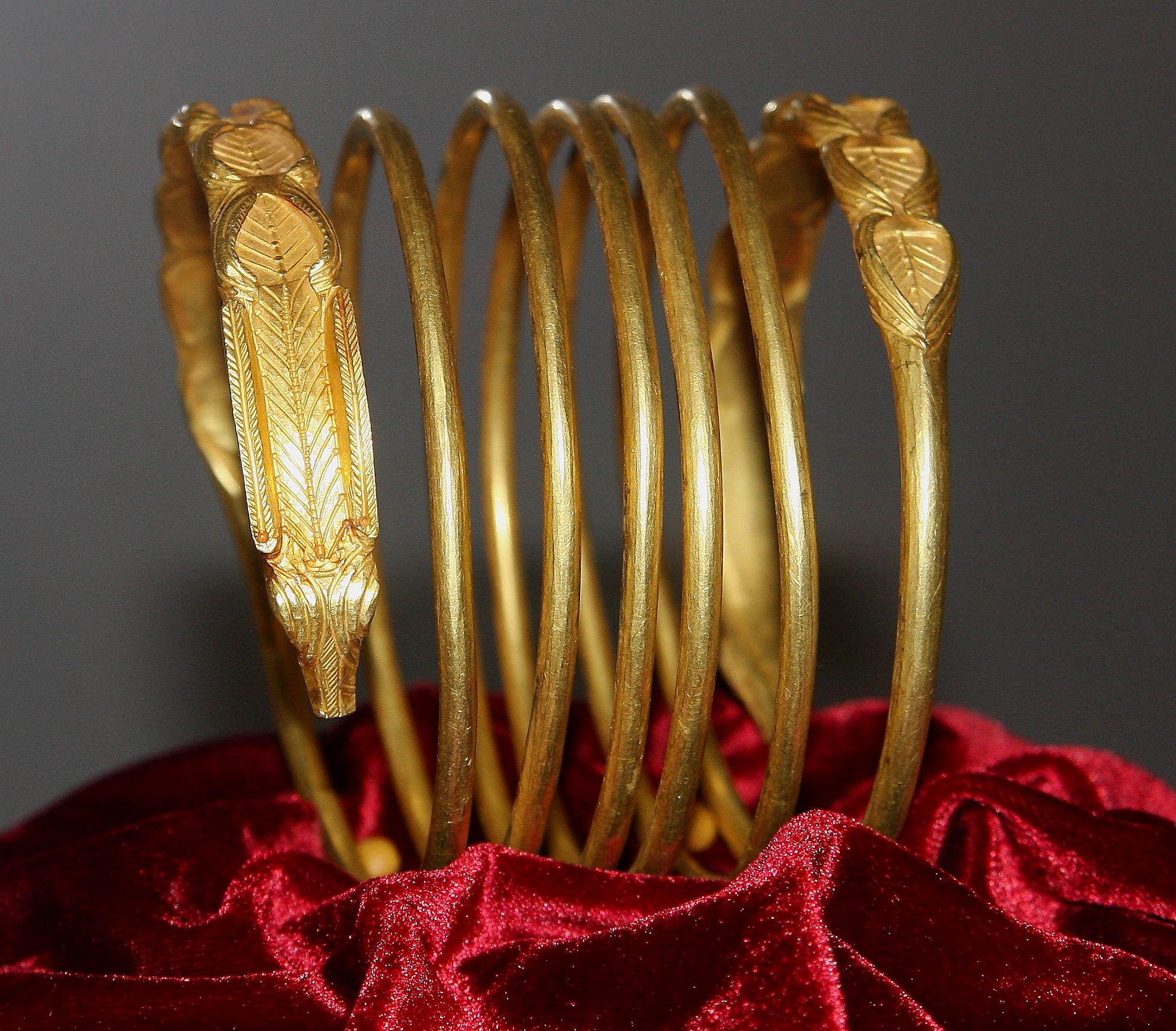
Brățară dacică de la Sarmizegetusa

În România au existat studii antropologice (biologice sau fizice), paleozoologice, petrografice și metalografice încă de la sfârșitul secolului XIX. Se poate spune că arheometria a apărut abia după 1970, ca urmare a unor studii din domeniul fizicii nucleare efectuate în cadrul Institutului de Fizică Atomică din București și a filialei sale  de la Cluj-Napoca. Seminarul de Arheometrie de la Muzeul Național de Istorie a Transilvaniei (MNIT) din Cluj-Napoca și IFIN-HH au organizat anual conferințe și simpozioane naționale datorită cărora s-au pus bazele arheometriei moderne românești. Au apărut volumele 1/1988, 2/1990 și 3/2008 ale lucrărilor conferințelor clujene “Archaeometry in Romania - Physics methods in Archaeology”. Un pas organizatoric foarte important l-a constituit înființarea în 2011 a Societății Române de Arheometrie.
Unul dintre cazurile cele mai mediatizate în care au fost utilizate metodele arheometrice îl reprezintă descoperirea brățărilor dacice, a căror autenticitate a fost insistent pusă la îndoială de către presă sau diverși factori interesați.